# 데빌스 스타
《데빌스 스타》(노르웨이어: Marekors)는 요 네스뵈의 2003년 범죄 스릴러 소설로, '형사 해리 홀레 시리즈'의 다섯 번째 작품이다. 전편인 《레드브레스트》와 《네메시스》에서 이어지는 작품으로, 오슬로 사건에서 잡지 못한 마지막 범죄자 '프린스' 추적이 주 내용이다. 세 작품을 묶어 '오슬로 삼부작'으로도 칭한다. 대한민국에는 2015년 비채에서 노진선 번역으로 출간되었다. 영국 판권 수출 시 첫 작품으로 소개된 바 있다.